# کارین بوتنر-یانز
کارین بوتنر-یانز  (آلمانی: Karin Büttner-Janz) ژیمناست زادهٔ ۱۷ فوریهٔ ۱۹۵۲ میلادی اهل کشور آلمان است.